# Grand Prix automobile du Natal
Le Grand Prix automobile du Natal est une épreuve de course automobile disputée en 1961 et 1962 sur le circuit de Westmead, dans la région du Natal une des quatre provinces de l'Union d'Afrique du Sud. Elle a fait partie des courses de Formule 1 hors-championnat du monde.

## Palmarès
| Année | Vainqueur     | Voiture      | Circuit  | Résultats |
| ----- | ------------- | ------------ | -------- | --------- |
| 1961  | Jim Clark     | Lotus-Climax | Westmead | Résultats |
| 1962  | Trevor Taylor | Lotus-Climax | Westmead | Résultats |